# 早產
早產（preterm/premature birth）是胎兒在不满37周出生的情况，其嬰兒則稱早產兒（preemie，premature baby）。根据胎龄，早产又可再分子类别：超早产（不足28周）、极早产（28至不足32周）、中晚期早产（32至不足37周）。
早產的症狀包含每次子宮收縮間隔少於10分鐘，或液體從陰道流出。早產兒會有腦性麻痺、發展遲緩、聽力與視力障礙等巨大風險，越早出生則風險越大。
早產的原因尚不明朗，其風險因子包含糖尿病、高血壓、懷有多於1個胎兒、肥胖症或體重不足、一系列陰道炎、吸菸與心理壓力等等。除非有其他醫療狀況如妊娠毒血症，孕期直到39週以前不建議採取引產等提前分娩措施，對於剖腹產而言也適用這樣的建議。
對於高風險孕婦而言，在懷孕期間採用孕酮可預防早產，而臥床休息並無法避免早產。估計至少75%早產兒可藉由適當治療而存活。於24-34週之間分娩的婦女可藉由皮質類固醇提高預後成效。一系列藥物如硝苯地平可以讓母親延遲分娩，期能後送至提供更多醫療照護的場域，且能使皮質類固醇發揮更大功效。一旦嬰兒出生，必須進行一系列護理措施，包含藉由肌膚間接觸使嬰兒保暖、母乳餵養協助、感染治療與呼吸協助。
早產是全球各地嬰兒最常見死因，每年有將近1,500萬的早產兒出生，約占所有生產的5-18%。1990到2010年代，許多國家的嬰兒早產率都有上升趨勢。早產相關併發症，相較於1990年造成157萬名嬰兒死亡，2013年降低到了74萬名。23周以前出生的嬰兒，存活率幾乎為零；懷孕23周出生的早產兒存活率為15%，24周為55%，25周存活率則接近八成。週數較大的早產兒，之後的相關併發症也較少。

## 早產與孕齡的關係
|                |                  | 孕齡（从末次月经数起，通常大约是受精齡加两个星期） |                          |                          |            |            |            |            |          |          |          |          |          |          |            |            |            |
| 2周            | 6周              | 11周                                               | 20周                     | 21周                     | 22周       | 23周       | 24周       | 25周       | 26周     | 27周     | 28周     | 29周     | 37周     | 40周     | 42周       |            |            |
| 胚胎和怀孕情况 | 胎儿发育阶段     | 胚胎                                               | 胚胎                     | 胎儿                     | 胎儿       | 胎儿       | 胎儿       | 胎儿       | 胎儿     | 胎儿     | 胎儿     | 胎儿     | 胎儿     | 胎儿     | 胎儿       | 胎儿       | 胎儿       |
| 胚胎和怀孕情况 | 成活率           | 不可能                                             | 不可能                   | 不可能                   | 很低       | 很低       | 很低       | 很低       | 可能     | 可能     | 可能     | 可能     | 能成活   | 能成活   | 能成活     | 能成活     | 能成活     |
| 胚胎和怀孕情况 | 如果阴道流血     | 懷孕初期出血（流产危险）                           | 懷孕初期出血（流产危险） | 懷孕初期出血（流产危险） | 很可能流产 | 很可能流产 | 很可能流产 | 很可能流产 | 产前出血 | 产前出血 | 产前出血 | 产前出血 | 产前出血 | 产前出血 | 产前出血   | 产前出血   | 产前出血   |
| 胚胎和怀孕情况 | 自然分娩（期名） | 早孕流产                                           | 自然流产                 | 自然流产                 | 自然流产   | 自然流产   | 自然流产   | 自然流产   | 早产期   | 早产期   | 早产期   | 早产期   | 早产期   | 早产期   | 足月       | 足月       | 过产期     |
| 胚胎和怀孕情况 | … 而且成活       | 早孕流产                                           | 自然流产                 | 自然流产                 | 自然流产   | 自然流产   | 自然流产   | 自然流产   | 早产     | 早产     | 早产     | 早产     | 早产     | 早产     | 分娩       | 分娩       | 分娩       |
| 胚胎和怀孕情况 | … 而产后死亡     | 早孕流产                                           | 自然流产                 | 自然流产                 | 自然流产   | 自然流产   | 自然流产   | 自然流产   | 早产     | 早产     | 早产     | 早产     | 早产     | 早产     | 新生儿死亡 | 新生儿死亡 | 新生儿死亡 |
| 胚胎和怀孕情况 | … 但产前死亡     |                                                    |                          |                          |            |            | 死产       | 死产       | 死产     | 死产     | 死产     | 死产     | 死产     | 死产     | 死产       | 死产       | 死产       |
| 1. 2.          |                  |                                                    |                          |                          |            |            |            |            |          |          |          |          |          |          |            |            |            |

在人類中，早產的通常定義是在37週完整孕齡前出生。在正常的人類胎兒中，幾個器官系統會在34周和37週之間成熟，胎兒在這段時期結束時達到足夠的成熟度。受早產影響最大的主要器官是肺。肺是子宮內最後成熟器官之一；所以許多早產嬰兒靠著呼吸器度過了生命的頭幾天和幾週。因此，早產與不成熟之間存在顯著的重疊。一般來說，早產兒未發展完全，而足月嬰兒則是發展成熟。在37週出生的早產嬰兒，如果肺部已經產生了足夠的肺部介面活性劑，可以讓肺部在呼吸之間保持擴張，則通常不會有與早產有關的問題。此問題可通過使用藥物來加速胎兒成熟，並且預防早產來減少相關後遺症。

## 症狀及體徵
早產會導致許多的問題。

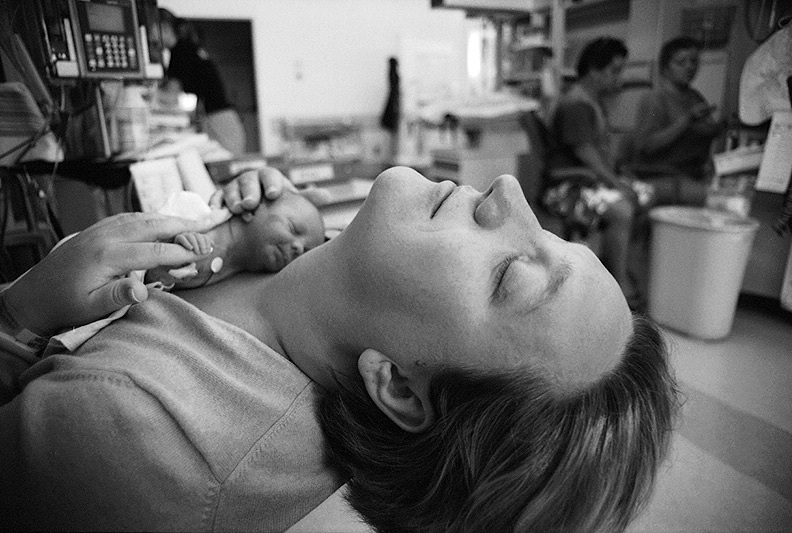
在夏威夷Kapiolani Medical Center for Women and Children新生兒加護病房的產婦抱著早產兒

早產的原因主要可以分為兩類：引產或是自發性早產。早產的體徵及症狀包括一小時內出現四次或是四次以上的子宮收縮。真正的子宮收縮會伴隨著宮頸擴張及宫頸管消失，這些是布雷希式收縮所沒有的。在第三孕期的陰道出血、骨盆部感覺有重壓、或是腹痛或是背痛都可能表示即將要早產。若陰道有出現透明的分泌物，表示早期羊膜囊破裂，在羊膜內圍繞在胎兒周圍的羊水已經流出。羊膜囊破裂不一定表示將要分娩，但一般會建議進行引產，因為感染絨毛膜羊膜炎對孕婦及胎兒都是重大威脅。有時宮頸會在沒有疼痛收縮的情形下提早擴張，此時孕婦一直要到即將分娩的時候才會知道。
早產風險較高的孕婦，會在家中用子宮監控設備來監測子宮收縮以及是否有早產徵兆，回顧研究發現這類監控設備沒有減低早產的案例。此研究中使用的研究方式品質不佳，研究結果指出，相較於正常產前檢查的孕婦而言，在家進行子宮監控的孕婦出現非預期的產前檢查的比例較高，不過嬰兒出生後接受特殊照顧的比例也有降低。

### 併發症

#### 死亡率和發病率
在美國，早產是新生兒死亡的主要原因，佔25％，新生兒感染和其他造成新生兒死亡的原因則明顯減少。而早產兒也有罹患嚴重慢性健康問題的風險，如下述：
生存極限週數為早產嬰兒至少有50%存活率的最早懷孕週數。隨著近40年來新生兒重症病房的照護技術進步，早產兒的生存極限週數已降至約24週。大多數新生兒死亡以及40%較大嬰兒死亡的早產週數都落在第二孕期的20至25.9週。
由於腦損傷和發育遲緩的風險對於存活的早產兒有顯著影響，因此是否需積極照護這些早產嬰兒的倫理爭議仍存在。生存極限的時間點也成為考量墮胎的因素之一。

#### 早產兒的特殊風險
早產兒的體徵通常與胎齡呈反比。因此，他們面臨著不同器官系統間眾多醫療問題的風險。
- 神經系統併發症：包括早產兒呼吸暫停（英语：apnea of prematurity）、缺氧缺血性脑病变（HIE）、早產兒視網膜病變（ROP）[22]、發育障礙、新生兒短暫性高氨血症（英语：transient hyperammonemia of the newborn）、腦性麻痺及腦室內出血（英语：intraventricular hemorrhage）；在孕期第32周前，腦室內出血會造成25%的早產[23]。輕微的腦出血通常不會或僅有少數持續的併發症，但嚴重的出血往往會導致腦損傷甚至死亡[23]。在早產兒的甲狀腺無法滿足產後需求時，早產兒的神經發育問題與缺乏母體甲狀腺激素有關[24]。
- 心血管併發症：動脈導管未於出生後關閉可導致開放性動脈導管（英语：patent ductus arteriosus）（PDA）。
- 呼吸道併發症：常見，特別是呼吸窘迫綜合徵（RDS或IRDS）；另一種狀況是慢性肺部疾病（以前稱為支氣管發育不良（英语：Bronchopulmonary dysplasia）或BPD）。
- 腸胃道和代謝併發症：新生兒低血糖（英语：neonatal hypoglycemia）、餵食困難、早產兒佝僂症、低鈣血症、腹股溝疝氣和壞死性小腸結腸炎（NEC）
- 血液學併發症：早產兒貧血（英语：anemia of prematurity）、血小板低下（英语：thrombocytopenia）和可導致核黃疸（英语：kernicterus）的高膽紅素血症（黃疸）。
- 感染：敗血症、肺炎和尿路感染

一項研究顯示，在241名目前就學中的22至25週出生之早產兒童中發現，46％患有嚴重或中度殘疾，如腦癱、視力或聽力下降、學習問題。34％為輕度殘疾，20％為無殘疾，12％為腦癱。

## 風險因素
早產的確切原因很難判定，但可能是多種因素併合的結果。高達50％的早產無法確定原因，因為生產本來就是一涉及許多因素的複雜過程。目前藉由諸多可信的證據已辨認出有4種可能導致早產的危險因子：早熟性胎兒內分泌刺激、子宮過度擴張（胎盤早期剝離）、蛻膜（decidual）出血及子宮內炎症或感染。
若能判別出孕婦是否屬於早產高風險群，保健服務部門就可以為她們提供特別的照護以延緩分娩的時間，或確保她們能在最好的地點生產（例如在設有新生兒加護病房的醫院）。風險評量系統現被視為是判別早產高風險孕婦的可能途徑，然而目前還缺乏對此評量系統信效度的研究。因此採用這個系統究竟能否達到延長妊娠期以及減少早產兒的數量的目的，其實並不清楚。

### 母體因素
| 風險因素               | 相對風險 或比值比 | 95% 置信区间 |
| ---------------------- | ----------------- | ------------ |
| 黑人種族/血統          | 2.0               | 1.8–2.2      |
| 菲律賓血統             | 1.7               | 1.5–2.1      |
| BMI過高或過低          | 0.96              | 0.66–1.4     |
| 懷孕體重增加過多或過少 | 1.8               | 1.5–2.3      |
| 母親身高矮小           | 1.8               | 1.3–2.5      |
| 自發性早產史           | 3.6               | 3.2–4.0      |
| 單身/未婚              | 1.2               | 1.03–1.28    |
| 細菌性陰道炎           | 2.2               | 1.5–3.1      |
| 無症狀菌尿症           | 1.1               | 0.8–1.5      |
| 牙周炎                 | 1.6               | 1.1–2.3      |
| 低社會經濟地位         | 1.9               | 1.7–2.2      |
| 子宮頸短               | 2.9               | 2.1–3.9      |
| 胎兒纖維連接蛋白       | 4.0               | 2.9–5.5      |
| 衣原體感染             | 2.2               | 1.0–4.8      |
| 乳糜瀉                 | 1.4               | 1.2–1.6      |

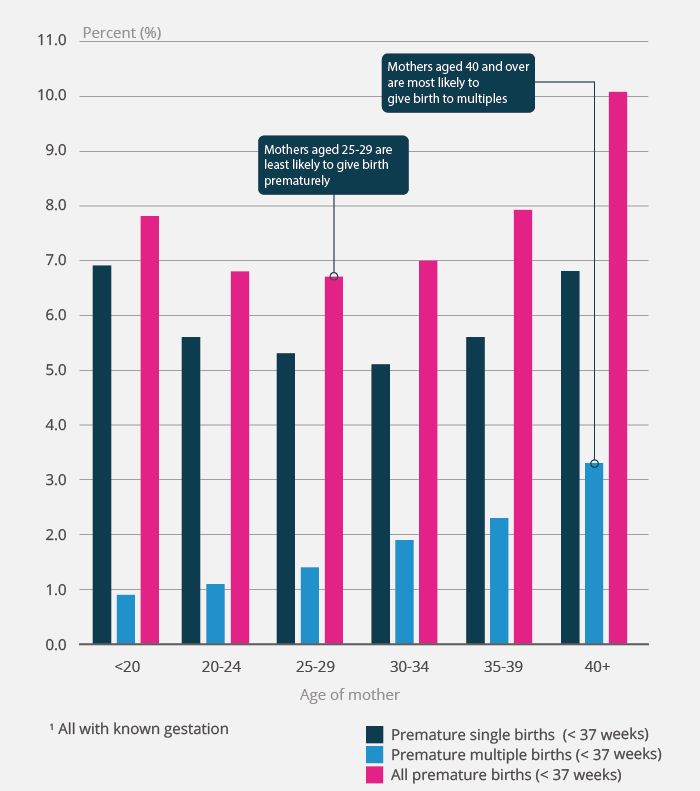
英格蘭及威爾斯2011年早產的百分比，依產婦年齡及是否第一胎分類

有許多的因子已可認定與高早產風險有關，例如孕婦的年齡在18歲以下，另外孕婦的身高和體重也可能造成部分影響。
此外，在美國和英國黑人女性的早產率達15-18％，比白人女性高出一倍以上。菲律賓人也是早產的高風險群，據信在美國出生的菲律賓人中有將近11-15％是早產兒（相較之下，其他亞洲地區族群僅7.6％、白人僅7.8％）。菲律賓女性的早產率排名世界第8，在前10名中是唯一非屬非洲地區的國家，因此身為菲律賓裔本身就是一個巨大的風險因子。不過這種情形在其他亞洲人族群或西班牙裔移民當中並不存在。迄今仍然無法解釋為什麼不同族群間會有早產率的差異。
懷孕間隔時間長短也是風險因子之一。如果第2次受孕距上次分娩僅有6個月甚至更短，則該孕婦早產的機率會提高2倍。對於工作性質和從事勞力工作是否會提高早產的機率，相關研究的結論雖然有不同的看法，但高壓環境、高強度勞動以及長工時已被認定應與早產有關。
自然流產或人工流產的歷史與早產風險的增加有些許關係，隨著墮胎數量的增加，風險也隨之增加，儘管尚不清楚這種增加是由墮胎引起的，還是一些和墮胎混淆的風險因素（例如：社會經濟地位）。若以醫學方程終止妊娠的婦女沒有表現出更高的風險。不符期待的懷孕或非預期懷孕也是早產的危險因素。
孕產婦的營養充足很重要，BMI低的婦女早產風險會增加此外，營養狀況不佳的女性也可能缺乏維生素和礦物質。充足的營養對於胎兒發育至關重要，低飽和脂肪和低膽固醇飲食可能有助於降低早產風險。肥胖並不直接導致早產；然而，它與糖尿病和高血壓有關，而這兩項都是危險因素。在某種程度上，這些個體可能持續的有下列潛在病症（子宮畸形、高血壓、糖尿病）。
患有乳糜瀉的婦女發生早產的風險較高，當乳糜瀉未被診斷和治療時，早產的風險更高。
婚姻狀況與早產風險有關。一項對芬蘭25,373例懷孕的研究顯示，未婚母親的早產比已婚母親多（P = 0.001）。婚外懷孕的早產比例會增加20%，即使在芬蘭提供免費產婦護理的時期中也一樣。 1990年至1997年在魁北克省對720,586名新生兒進行的一項研究顯示，與普通法結婚（即同居伴侶）或未婚父母相比，合法已婚母親的胎兒早產的風險較低
。
遺傳構成是早產因果關係的一個因素。 遺傳因素一直是影響菲律賓人早產的一個重要因素，因為菲律賓人有大量的突變症，這些突變會增加其早產機率。早產風險在同代和跨代中的增加都已有證明。沒有發現和早產有關的單一基因。
生育能力低下與早產有關。嘗試超過1年的夫婦與在嘗試自發受孕前嘗試不到1年的夫婦相比，早產的調整比值比為1.35（95％信賴區間1.22-1.50）。體外受精胚胎植入（IVF）後懷孕比嘗試自發懷孕超過1年帶來更大的早產風險，調整後的比值比為1.55（95％CI 1.30-1.85）。

### 懷孕期間的因素
使用刺激卵巢釋放多個卵子的生育藥物，以及移植多個胚胎已認為是早產的重要因素。產婦的健康條件增加了早產的風險，通常必須誘導分娩的疾病包括高血壓、妊娠毒血症、妊娠糖尿病、哮喘、甲狀腺疾病和心臟疾病。
許多女性因為解剖上的問題，讓嬰兒提早生產。有些女性的宮頸較弱或較短 （早產的最強預測因子）。懷孕期間陰道出血的女性早產風險較高。雖然妊娠晚期出血可能是前置胎盤或胎盤早剝的徵兆 - 早產常見的情況 - 即使早期出血不是由這些疾病引起的，也與較高的早產率有關。羊水量異常的婦女，無論是過多（羊水過多）或過少（羊水過少），都有風險。女性的精神狀態具有重要意義。焦慮和重度抑鬱症與早產有關。
在懷孕期間使用煙草，可卡因和過量酒精會增加早產的機會。煙草是懷孕期間最常濫用的藥物，對低出生體重的影響很大。先天性障碍的嬰兒早產的風險較高。
懷孕前接觸二手煙和/或吸煙會影響早產的可能性。世界衛生組織於2014年3月發表了相關的國際研究。
抗甲狀腺抗體的存在與早產風險增加相關，比值比為1.9和95%置信區間為1.1-3.5。
2004年關於親密伴侶暴力與出生結果之間關係的30項研究的系統評價結論認為，受虐待的孕婦的早產和其他不良後果（包括死亡）高於未受虐待的婦女。
尼日利亞的腹部按摩傳統療法已被證明造成尼日利亞早產婦女中的19％早產，以及母親和嬰兒的許多其他不良後果T，不過這和由經過全面培訓和授權的按摩治療師或在懷孕期間接受過訓練以提供按摩的重要他人進行的按摩是不同的，後面的這些按摩已經證明在懷孕期間有很多正面結果，包括早產減少，抑鬱症減少，減低皮質醇，減少焦慮。

### 感染
早產的感染頻率與孕齡呈負相關。生殖支原體感染與早產和自然流產的風險增加有關。
傳染性微生物可通過手術上行，形成血腫，醫源性感染，或通過輸卵管逆行。從蛻膜可以到達羊膜和絨毛膜，羊水和胎兒之間的空間。絨毛膜羊膜炎也可能導致母親敗血症。胎兒感染與早產和嚴重的長期殘疾有關，包括腦癱。
由於這種情況在美國和英國的黑人女性中更為普遍，因此有人建議對這些人群中較高的早產率進行解釋。有人認為，懷孕前或懷孕期間的細菌性陰道病可能會影響導致早產的蛻膜炎症反應。稱為有氧性陰道炎的病症可能是早產的嚴重危險因素;以前的幾項研究未能認識到有氧性陰道炎和細菌性陰道炎之間的差異，這可能解釋了結果中的一些矛盾。
未經治療的酵母菌感染與早產有關。
有一個對於懷孕中期及後期（懷孕13至42週）孕婦使用預防性抗生素（以預防感染）的綜述，其中指出對於有細菌性陰道炎的孕婦而言，其早產的比例有降低了，抗生素也減少了在足月妊娠之前就破水的數量，減少了分娩後子宮內膜感染（子宮內膜炎）及淋球菌感染的風險，不過對於沒有細菌性陰道炎的孕婦而言，沒有降低其早產及提早破水的比例。此研究的許多參與者之後沒有繼續再追蹤，因此不知道抗生素對孕婦或嬰兒的長期影響。此領域還需要更多的研究，來確認在懷孕中期及後期給予抗生素的影響。
許多不同的母體細菌感染都和早產有關，例如腎盂腎炎、無症狀菌尿症、肺炎、闌尾炎。有一個針對無症狀菌尿的孕婦給予抗生素的綜述研究，其研究品質不高，不過其中指出給予抗生素可以減少早產，也可以減少新生兒體重過低的比例。另一個研究指出，抗生素只給一劑，效果不如完整的一個療程，可是其副作用也比較少。綜述研究最後建議需針對孕婦無症狀菌尿的最佳治療方式作更深入的研究。
另外一個綜述研究指出，定期針對下生殖道感染進行檢查的孕婦，其早產的比例比在下生殖道有症狀時才檢查的孕婦要低。定期檢查的孕婦，其新生兒體重過輕的比例也比較少，不過此綜述只是根據一個研究所得，需要更多的研究來佐證。
目前已有許多趼究發現牙周炎和早產有關。相反的，病毒型感染多半不是早產的主要危險因子，只有造成顯著發燒的才會比較有關。

### 基因
一般認為早產和母親的遺傳因素有些關係，預估的遺傳比例是34%。不過家中早產的發生情形不太能繪出清楚的遺傳模式，因此支持早產是具有多基因性質的非孟德爾性狀的觀點。